# Championnats de Suède de cyclisme sur route
Les championnats de Suède de cyclisme sur route sont organisés depuis 1909.

## Organisation
Les championnats de Suède ont été organisés tous les ans depuis 1909 à l'exception de 1914. 
- Jusqu'en 1932, ils ont été courus sur 100 km.
- De 1933 à 1945, ils ont été courus sur 150 km.
- De 1946 à 1954, ils ont été courus sur deux distances de 150 et 250 km avec deux titres.
- Depuis 1955, ils sont courus  sur un parcours de distance variable proche de 200 km.

## Élites Hommes

### Podiums de la course en ligne

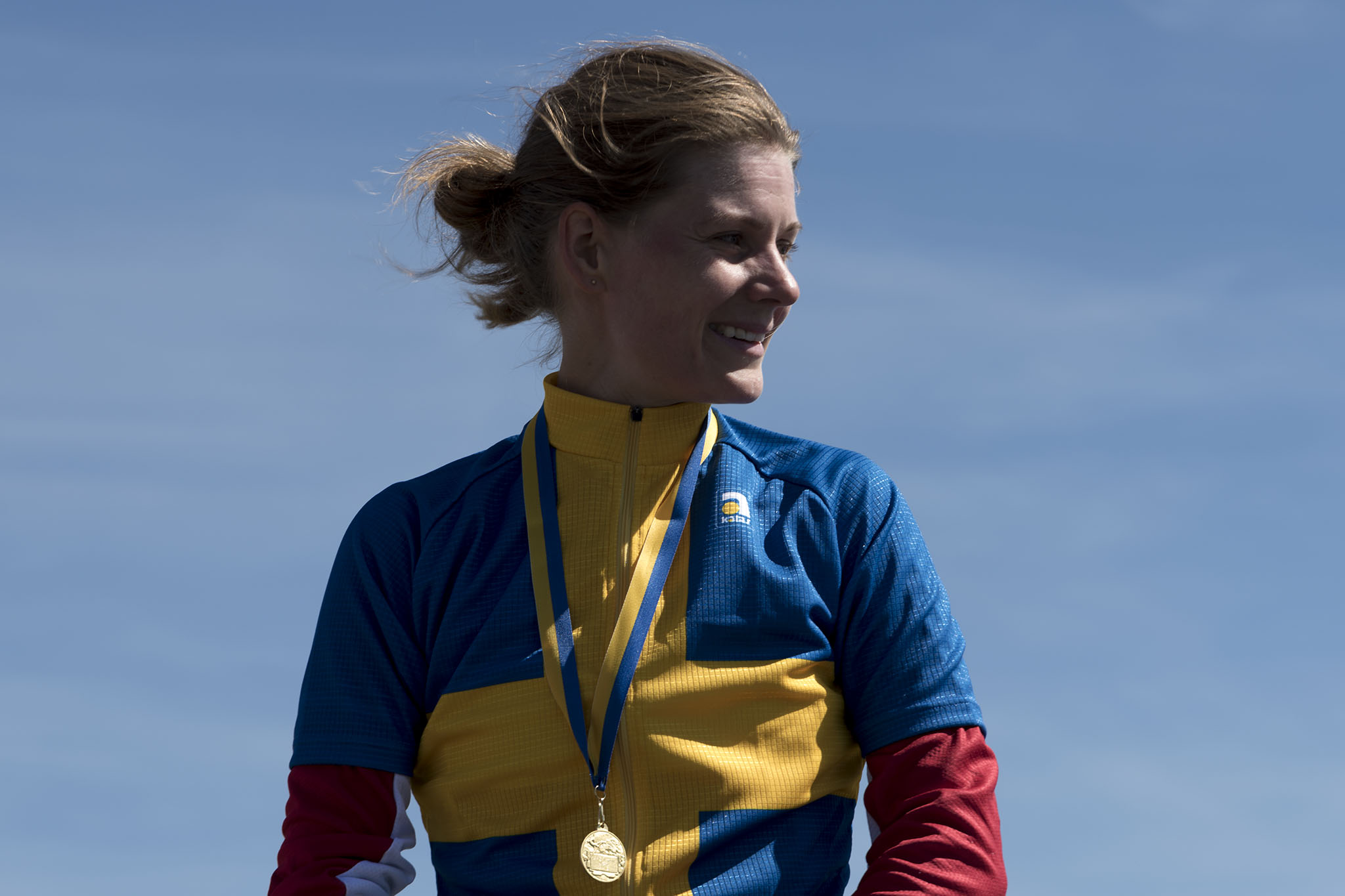
Emma Johansson

| Année | Vainqueur                | Deuxième                 | Troisième              |
| ----- | ------------------------ | ------------------------ | ---------------------- |
| 1930  | Bernhard Britz           | -                        | -                      |
| 1931  | Arne Berg                | -                        | -                      |
| 1932  | Gösta Björklund          | -                        | -                      |
| 1933  | Bernhard Britz           | -                        | -                      |
| 1934  | Berndt Carlsson (de)     | -                        | -                      |
| 1935  | Rudolf Gustavsson        | -                        | -                      |
| 1936  | Ingvar Ericsson (de)     | -                        | -                      |
| 1937  | Martin Lundin            | -                        | -                      |
| 1938  | Sven Johansson (de)      | -                        | -                      |
| 1939  | Ingvar Ericsson (de)     | -                        | -                      |
| 1940  | Ingvar Ericsson (de)     | -                        | -                      |
| 1941  | Sven Johansson (de)      | -                        | -                      |
| 1942  | Sture Andersson          | -                        | -                      |
| 1943  | Harry Snell              | -                        | -                      |
| 1944  | Harry Snell              | Sture Andersson          | Olle Wickholm          |
| 1945  | Harry Jansson            | Harry Snell              | Sture Andersson        |
| 1946  | Nils Johansson           | Harry Snell              | Olle Wänlund           |
| 1947  | Bagarn Johansson         | Harry Snell              | Sven Johansson (de)    |
| 1948  | Harry Snell              | Sven Johansson (de)      | Nils Johansson         |
| 1949  | Bengt Fröbom             | Nils Johansson           | Yngve Lundh (de)       |
| 1950  | Harry Snell              | Sven Johansson (de)      | Olle Wänlund (de)      |
| 1951  | Stig Mårtensson (de)     | Harry Snell              | Lars Nordwall (de)     |
| 1952  | Stig Mårtensson (de)     | Evert Lindgren           | Lars Nordwall (de)     |
| 1953  | Axel Öhgren (de)         | Yngve Lundh (de)         | Sven Körberg           |
| 1954  | Lars Carlén              | Lars Nordwall (de)       | Owe Nordqvist (de)     |
| 1955  | Karl Johansson           | Lars Nordwall (de)       | Sven Körberg           |
| 1956  | Roland Ströhm            | -                        | Lars Nordwall (de)     |
| 1957  | Uno Borgengârd           | Karl-Ivar Andersson (de) | Karl Johansson         |
| 1958  | Gunnar Göransson (en)    | Karl-Ivar Andersson (de) | Sven Uno Stensson (de) |
| 1959  | Owe Adamsson             | Nils Körberg             | Bo Johansson           |
| 1960  | Owe Adamsson             | Karl Johansson           | Gunnar Göransson (en)  |
| 1961  | Owe Adamsson             | Sune Hansson (de)        | Göte Sundell           |
| 1962  | Owe Adamsson             | Gösta Pettersson         | Paul Munther (de)      |
| 1963  | Einar Bjoerklund         | Jupp Ripfel              | Lennart Emanuelsson    |
| 1964  | Sven Hamrin              | Jupp Ripfel              | Gösta Pettersson       |
| 1965  | Jupp Ripfel              | Sture Pettersson         | Steve Tell (sv)        |
| 1966  | Jupp Ripfel              | Sune Wennlöf (de)        | Einar Bjoerklund (de)  |
| 1967  | Erik Pettersson          | Jupp Ripfel              | Sune Wennlöf (de)      |
| 1968  | Curt Söderlund           | Gösta Pettersson         | Krister Persson        |
| 1969  | Gösta Pettersson         | Jan-Åke Ek               | Curt Söderlund         |
| 1970  | Jupp Ripfel              | Sune Wennlöf (de)        | Krister Persson        |
| 1971  | Jupp Ripfel              | Sune Wennlöf (de)        | Leif Hansson (de)      |
| 1972  | Sven-Åke Nilsson         | Ronnie Carlsson          | Bernt Johansson        |
| 1973  | Curt Söderlund           | Sven-Åke Nilsson         | Anders Gåvertsson      |
| 1974  | Bernt Johansson          | Leif Hansson (de)        | Sven-Åke Nilsson       |
| 1975  | Roine Grönlund           | Ronnie Carlsson          | Alf Segersäll          |
| 1976  | Tommy Prim               | Mats Mikiver             | Leif Hansson (de)      |
| 1977  | Alf Segersäll            | Bengt Nilsson (de)       | Tord Filipsson         |
| 1978  | Thomas Eriksson (de)     | Håkan Larsson (de)       | Bernt Scheler          |
| 1979  | Lennart Fagerlund        | Lars Eriksson            | Bernt Scheler          |
| 1980  | Bengt Asplund            | Roy Almquist             | Bernt Scheler          |
| 1981  | Thomas Eriksson (de)     | Peter Jonsson (de)       | Peter Weberg           |
| 1982  | Mårten Rosén             | Per Christiansson (de)   | Anders Johansson       |
| 1983  | Göran Barkfors           | Patrick Serra (it)       | Thomas Eriksson (de)   |
| 1984  | Kjell Nilsson (de)       | Anders Johansson         | Bengt Asplund          |
| 1985  | Per Christiansson (de)   | Peter Jonsson (de)       | Lars Wahlqvist         |
| 1986  | Lars Wahlqvist           | Torbjörn Wallén          | Anders Adamson (en)    |
| 1987  | Björn Johansson          | Michel Lafis             | Kjell Hedman           |
| 1988  | Anders Jarl              | Michel Lafis             | Per Moberg (de)        |
| 1989  | Bengt Ring               | Allen Andersson (de)     | Lars Wahlqvist         |
| 1990  | Anders Eklundh           | Michel Lafis             | Jan Karlsson           |
| 1991  | Niklas Kindåker          | Patrick Serra (it)       | Stefan Andersson       |
| 1992  | Anders Eklundh           | Per Strååt               | Per-Anders Johansson   |
| 1993  | Klas Johansson           | Michael Andersson        | Dan Kullgren           |
| 1994  | Michael Andersson        | Stefan Andersson         | Daniel Sjöberg         |
| 1995  | Glenn Magnusson          | Daniel Sjöberg           | Michel Lafis           |
| 1996  | Marcus Ljungqvist        | Michel Lafis             | Henrik Sparr           |
| 1997  | Michel Lafis             | Glenn Magnusson          | Johan Frederiksson     |
| 1998  | Martin Rittsel           | Michel Lafis             | Michael Andersson      |
| 1999  | Henrik Sparr             | Martin Rittsel           | Niklas Axelsson        |
| 2000  | Stefan Adamsson          | Magnus Bäckstedt         | Michel Lafis           |
| 2001  | Marcus Ljungqvist        | Niklas Axelsson          | Tobias Lergard         |
| 2002  | Stefan Adamsson          | Martin Rittsel           | Jonas Olsson           |
| 2003  | Jonas Holmkvist          | Magnus Bäckstedt         | Thomas Lövkvist        |
| 2004  | Petter Renäng (de)       | Marcus Ljungqvist        | Christofer Stevenson   |
| 2005  | Jonas Ljungblad          | Christofer Stevenson     | Stefan Adamsson        |
| 2006  | Thomas Lövkvist          | Christofer Stevenson     | Lucas Persson          |
| 2007  | Magnus Bäckstedt         | Johan Landström          | Gustav Larsson         |
| 2008  | Jonas Ljungblad          | Niklas Axelsson          | Thomas Lövkvist        |
| 2009  | Marcus Ljungqvist        | Fredrik Ericsson         | Patrik Morén           |
| 2010  | Michael Stevenson        | Gustav Larsson           | Michael Olsson         |
| 2011  | Philip Lindau            | Alexander Gingsjö        | Marcus Johansson       |
| 2012  | Christofer Stevenson     | Lars Andersson (de)      | Fredrik Kessiakoff     |
| 2013  | Michael Olsson           | Petter Persson           | Håkan Nilsson          |
| 2014  | Michael Olsson           | Alexander Wetterhall     | Marcus Fåglum          |
| 2015  | Alexander Gingsjö        | Richard Larsén           | Tobias Ludvigsson      |
| 2016  | Richard Larsén           | Niklas Gustavsson        | Ludvig Bengtsson       |
| 2017  | Kim Magnusson            | Richard Larsén           | Alexander Wetterhall   |
| 2018  | Lucas Eriksson           | Tobias Ludvigsson        | Gustav Höög            |
| 2019  | Lucas Eriksson           | Tobias Ludvigsson        | Erik Bergström Frisk   |
| 2020  | Kim Magnusson            | Jacob Eriksson           | Lucas Eriksson         |
| 2021  | Victor Hillerström Rundh | Richard Larsén           | Lucas Eriksson         |
| 2022  | Lucas Eriksson           | Tobias Ludvigsson        | Jacob Eriksson         |
| 2023  | Lucas Eriksson           | Hugo Forssell            | Edvin Lovidius         |
| 2024  | Jacob Eriksson           | Joel Rydergren           | Gabriel Sandør         |
| 2025  | Hugo Forssell            | Lucas Eriksson           | Ville Merlöv           |

|}
Multi-titrés

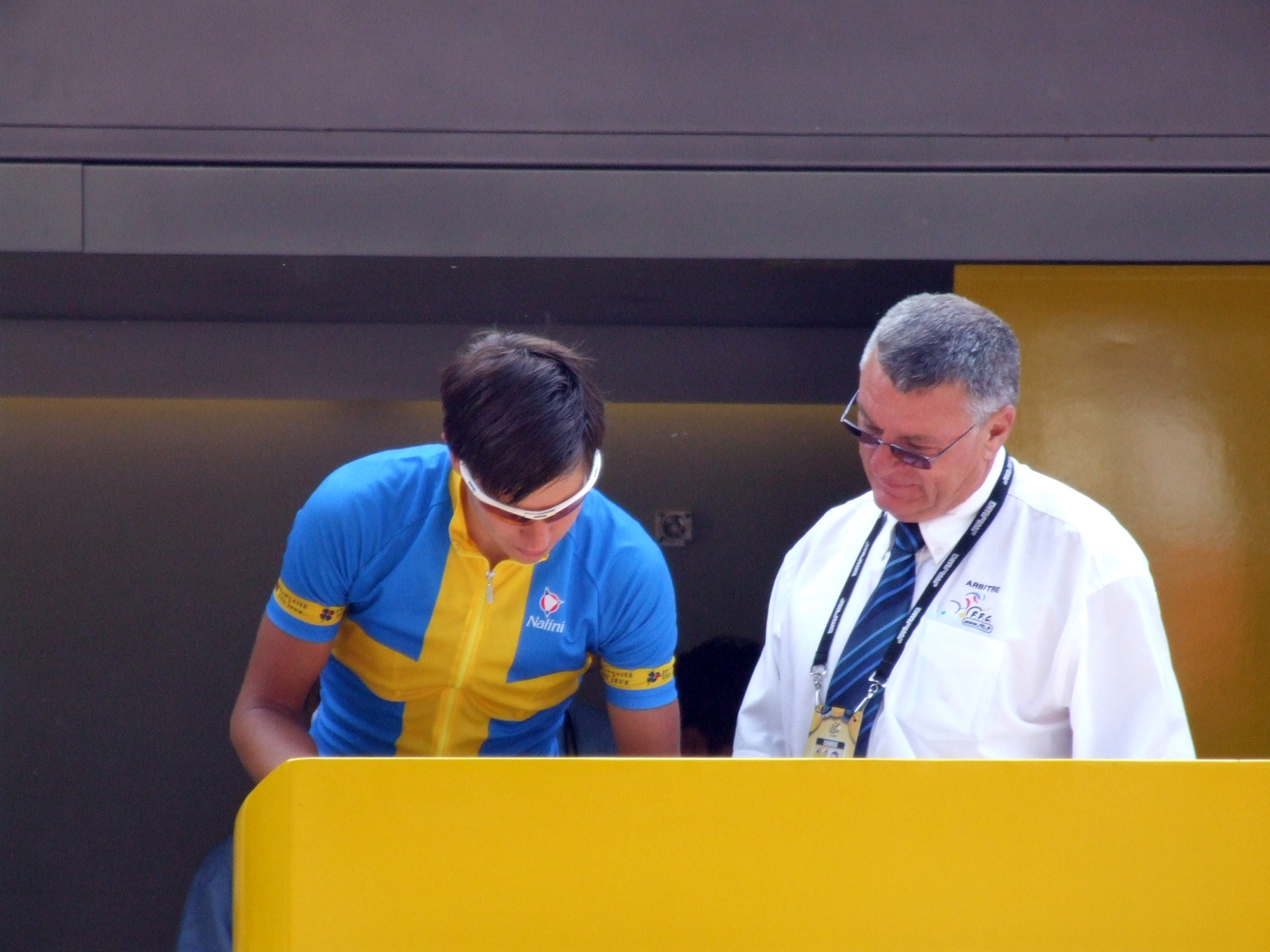
Thomas Lövkvist, vêtu du maillot de champion de Suède durant le Tour de France 2006

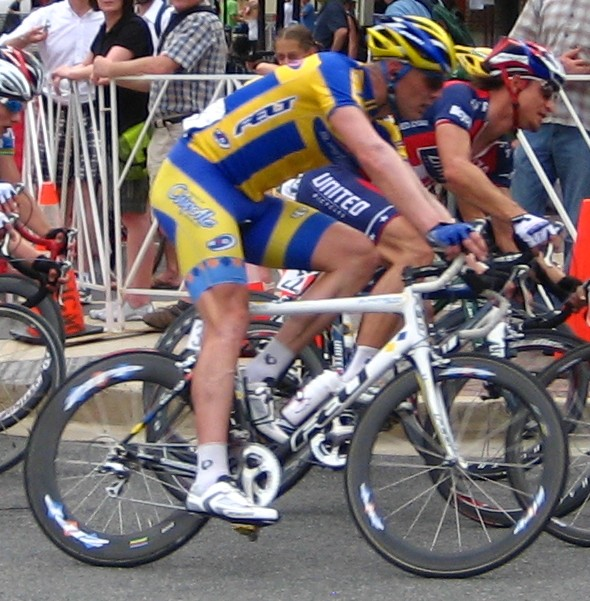
Magnus Bäckstedt, vêtu du maillot de champion de Suède en 2008

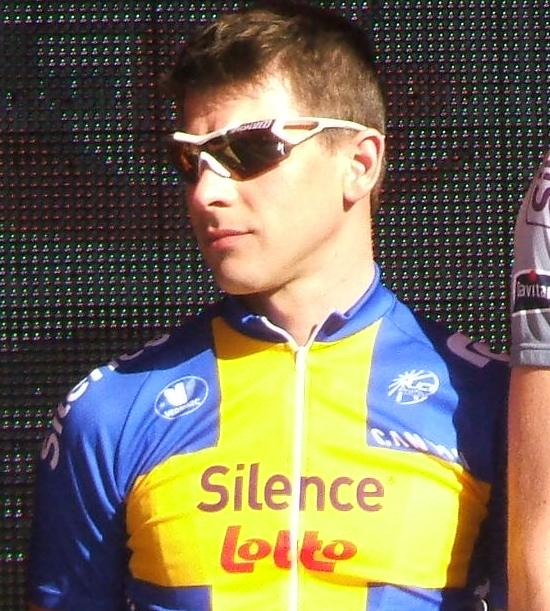
Jonas Ljungblad, vêtu du maillot de champion de Suède en 2009

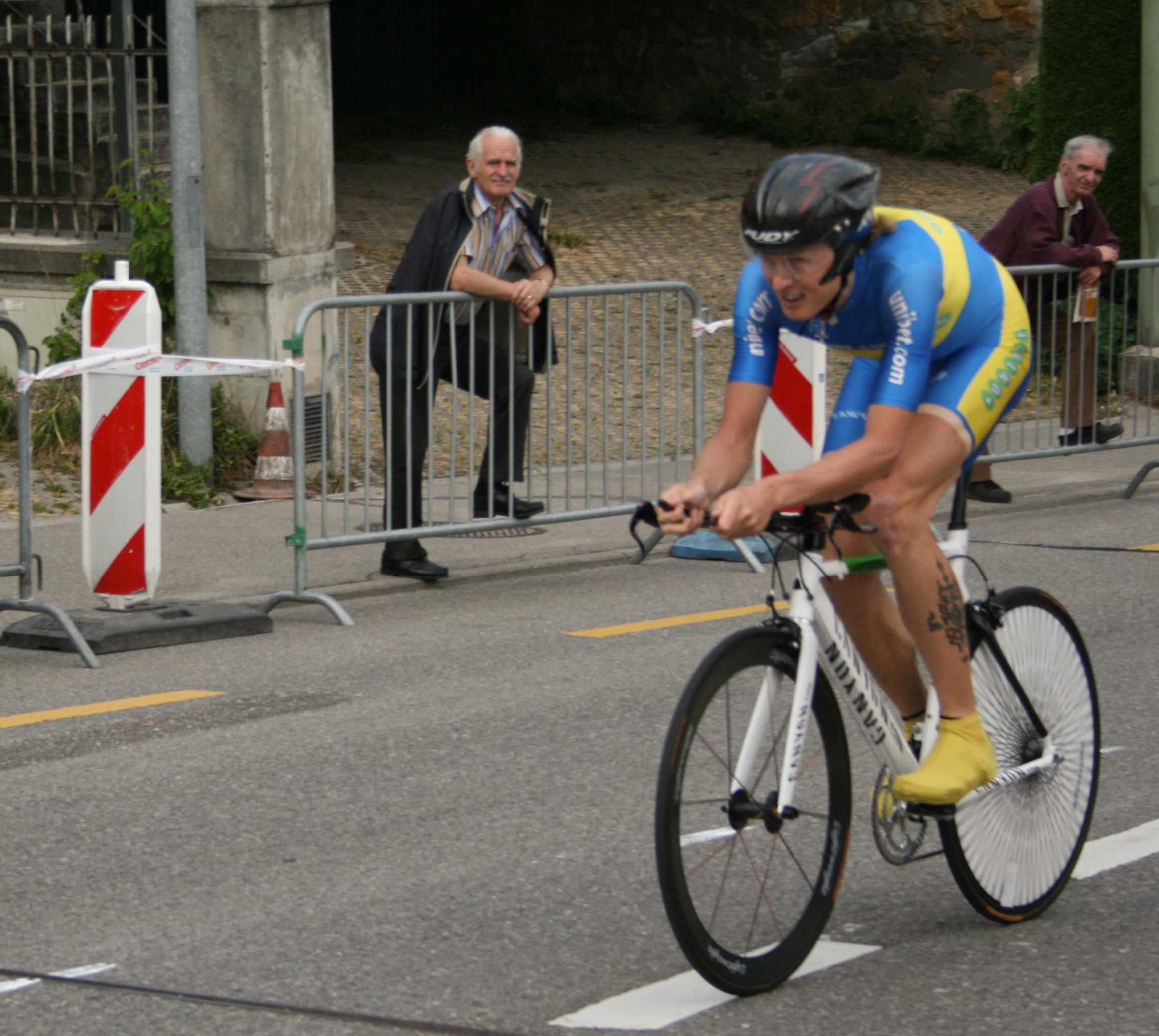
Gustav Larsson, vêtu du maillot de champion de Suède du contre-la-montre en 2007

- 4 : Lucas Eriksson, Jupp Ripfel, Owe Adamsson
- 3 : Marcus Ljungqvist, Ingvar Ericsson (de)
- 2 : Kim Magnusson, Michael Olsson, Jonas Ljungblad, Stefan Adamsson, Anders Eklundh, Thomas Eriksson (de), Curt Söderlund, Stig Mårtensson (de), Bernhard Britz

### Podiums du contre-la-montre
| Année | Vainqueur            | Deuxième             | Troisième              |
| ----- | -------------------- | -------------------- | ---------------------- |
| 1909  | Hjalmar Levin (en)   | -                    | -                      |
| 1910  | Gustav Ericsson      | -                    | -                      |
| 1911  | Axel Persson         | -                    | -                      |
| 1912  | Axel Persson         | -                    | -                      |
| 1913  | Axel Persson         | -                    | -                      |
| 1914  | Pas organisé         | Pas organisé         | Pas organisé           |
| 1915  | Harry Stenqvist      | -                    | -                      |
| 1916  | John Gustavsson      | -                    | -                      |
| 1917  | Pas organisé         | Pas organisé         | Pas organisé           |
| 1918  | Ragnar Malm          | -                    | -                      |
| 1919  | Axel Persson         | -                    | -                      |
| 1920  | Harry Stenqvist      | -                    | -                      |
| 1921  | Arthur Bjurberg      | -                    | -                      |
| 1922  | Arthur Bjurberg      | -                    | -                      |
| 1923  | Arthur Bjurberg      | -                    | -                      |
| 1925  | Arthur Bjurberg      | -                    | -                      |
| 1926  | Karl Lundberger      | -                    | -                      |
| 1927  | Karl Lundberger      | -                    | -                      |
| 1928  | Folke Nilsson        | -                    | -                      |
| 1929  | Nils Holmqvist       | -                    | -                      |
| 1930  | Sven Thor            | -                    | -                      |
| 1931  | Sven Thor            | Bernhard Britz       | Gustaf Svensson        |
| 1932  | Sven Thor            | -                    | -                      |
| 1933  | Gustaf Svensson      | -                    | -                      |
| 1934  | Gustaf Svensson      | -                    | -                      |
| 1935  | Berndt Carlsson (de) | -                    | -                      |
| 1936  | Berndt Carlsson (de) | -                    | -                      |
| 1937  | Sven Johansson (de)  | -                    | -                      |
| 1938  | Sven Johansson (de)  | -                    | -                      |
| 1939  | Åke Seyffarth        | -                    | -                      |
| 1940  | Åke Seyffarth        | -                    | -                      |
| 1941  | Sven Johansson (de)  | -                    | -                      |
| 1942  | Arvid Adamsson       | -                    | -                      |
| 1943  | Åke Seyffarth        | Karl Erik Söderström | Uno Karlsson           |
| 1944  | Halle Janemar (de)   | Arvid Adamsson       | Harry Snell            |
| 1945  | Harry Snell          | Arvid Adamsson       | Halle Janemar (de)     |
| 1946  | Åke Olivestedt (de)  | Sven Johansson (de)  | Yngve Lundh (de)       |
| 1947  | Sven Johansson (de)  | Hans Iwar            | Arvid Adamsson         |
| 1948  | Arvid Adamsson       | Yngve Lundh (de)     | Sven Johansson (de)    |
| 1949  | Allan Carlsson (de)  | Arvid Adamsson       | Bagarn Johansson       |
| 1950  | Sven Johansson (de)  | Olle Wänlund (de)    | Arvid Adamsson         |
| 1951  | Stig Mårtensson (de) | John Wickström       | Lars Nordwall (de)     |
| 1952  | Stig Mårtensson (de) | Evert Lindgren       | Lars Nordwall (de)     |
| 1953  | Martin Sjökvist      | Gunnar Lindgren      | Stig Mårtensson (de)   |
| 1954  | Lars Nordwall (de)   | Evert Lindgren       | Gunnar Lindgren (de)   |
| 1955  | Lars Nordwall (de)   | Stig Mårtensson (de) | Sven Johansson (de)    |
| 1956  | Herbert Dahlbom (de) | Gunnar Lindgren (de) | Gunnar Göransson (de)  |
| 1957  | Herbert Dahlbom (de) | -                    | -                      |
| 1958  | Herbert Dahlbom (de) | -                    | -                      |
| 1959  | Sune Hansson (de)    | -                    | -                      |
| 1960  | Herbert Dahlbom (de) | -                    | -                      |
| 1962  | Gösta Pettersson     | -                    | -                      |
| 1963  | Gösta Pettersson     | -                    | -                      |
| 1964  | Gösta Pettersson     | -                    | -                      |
| 1965  | Sture Pettersson     | -                    | -                      |
| 1966  | Gösta Pettersson     | -                    | -                      |
| 1967  | Gösta Pettersson     | -                    | -                      |
| 1968  | Tomas Pettersson     | -                    | -                      |
| 1969  | Gösta Pettersson     | -                    | -                      |
| 1970  | Curt Söderlund       | -                    | -                      |
| 1971  | Sten Andersson       | -                    | -                      |
| 1972  | Sten Andersson       | -                    | -                      |
| 1973  | Sten Andersson       | -                    | -                      |
| 1974  | Tord Filipsson       | -                    | -                      |
| 1975  | Tord Filipsson       | -                    | -                      |
| 1976  | Tord Filipsson       | -                    | -                      |
| 1977  | Tord Filipsson       | -                    | -                      |
| 1978  | Bengt Asplund        | -                    | -                      |
| 1979  | Tommy Prim           | -                    | -                      |
| 1980  | Bengt Asplund        | -                    | -                      |
| 1981  | Bengt Asplund        | -                    | -                      |
| 1982  | Bengt Asplund        | -                    | -                      |
| 1983  | Håkan Larsson (de)   | -                    | -                      |
| 1984  | Bengt Asplund        | -                    | -                      |
| 1985  | Magnus Knutsson      | -                    | -                      |
| 1986  | Anders Jarl          | -                    | -                      |
| 1987  | Björn Johansson      | -                    | -                      |
| 1988  | Jan Karlsson         | -                    | -                      |
| 1989  | Jan Karlsson         | -                    | -                      |
| 1990  | Lars Wahlqvist       | -                    | -                      |
| 1991  | Lars Wahlqvist       | -                    | -                      |
| 1992  | Michael Andersson    | -                    | -                      |
| 1993  | Michael Andersson    | -                    | -                      |
| 1994  | Magnus Åström        | -                    | -                      |
| 1995  | Jan Karlsson         | -                    | -                      |
| 1996  | Michael Andersson    | -                    | -                      |
| 1997  | Michael Andersson    | -                    | -                      |
| 1998  | Michael Andersson    | -                    | -                      |
| 1999  | Michael Andersson    | -                    | -                      |
| 2000  | Michael Andersson    | Petter Renäng (de)   | Martin Rittsel         |
| 2001  | Jonas Olsson         | Gustav Larsson       | Tobias Lergard         |
| 2002  | Jonas Olsson         | Gustav Larsson       | Martin Rittsel         |
| 2003  | Magnus Bäckstedt     | Jonas Olsson         | Thomas Lövkvist        |
| 2004  | Thomas Lövkvist      | Petter Renäng (de)   | Fredrik Johansson      |
| 2005  | Viktor Renäng        | Stefan Grahn         | Stefan Adamsson        |
| 2006  | Gustav Larsson       | Thomas Lövkvist      | Marcus Ljungqvist      |
| 2007  | Gustav Larsson       | Magnus Bäckstedt     | Lucas Persson          |
| 2008  | Fredrik Ericsson     | Gustav Larsson       | Thomas Lövkvist        |
| 2009  | Alexander Wetterhall | Fredrik Ericsson     | Fredrik Kessiakoff     |
| 2010  | Gustav Larsson       | Sebastian Balck      | Fredrik Kessiakoff     |
| 2011  | Gustav Larsson       | Thomas Lövkvist      | Alexander Wetterhall   |
| 2012  | Gustav Larsson       | Tobias Ludvigsson    | Alexander Wetterhall   |
| 2013  | Gustav Larsson       | Tobias Ludvigsson    | Thomas Lövkvist        |
| 2014  | Alexander Gingsjö    | Alexander Wetterhall | Marcus Fåglum          |
| 2015  | Gustav Larsson       | Alexander Wetterhall | Joakim Åleheim         |
| 2016  | Alexander Wetterhall | Tobias Ludvigsson    | Gustav Larsson         |
| 2017  | Tobias Ludvigsson    | Alexander Wetterhall | Hampus Anderberg       |
| 2018  | Tobias Ludvigsson    | Staffan Arvidsson    | Hannes Bergström Frisk |
| 2019  | Tobias Ludvigsson    | Erik Bergström Frisk | Hugo Forssell          |
| 2020  | Jacob Ahlsson        | Tobias Ludvigsson    | Hugo Forssell          |
| 2021  | Hugo Forssell        | Jacob Ahlsson        | Tobias Ludvigsson      |
| 2022  | Jacob Ahlsson        | Edvin Lovidius       | Tobias Ludvigsson      |
| 2023  | Jacob Ahlsson        | Jakob Söderqvist     | Hjalmar Klyver         |
| 2024  | Jakob Söderqvist     | Tobias Ludvigsson    | Jacob Ahlsson          |
| 2025  | Jakob Söderqvist     | Jonathan Ahlsson     | Hugo Forssell          |

Multi-titrés
- 7 : Gustav Larsson, Michael Andersson
- 6 : Gösta Pettersson
- 5 : Bengt Asplund, Sven Johansson (de)
- 4 : Tord Filipsson, Herbert Dahlbom (de), Arthur Bjurberg
- 3 : Jacob Ahlsson, Tobias Ludvigsson, Jan Karlsson, Sten Andersson, Åke Seyffarth, Sven Thor, Axel Persson
- 2 : Alexander Wetterhall, Jonas Olsson, Lars Wahlqvist, Lars Nordwall (de), Stig Mårtensson (de), Arvid Adamsson, Berndt Carlsson (de), Gustaf Svensson, Karl Lundberger

### Podiums du contre-la-montre par équipes
| Année | Vainqueur                                                      | Deuxième | Troisième |
| ----- | -------------------------------------------------------------- | -------- | --------- |
| 1955  | Gunnar Lindgren Rune Nilsson Clarence Carlsson Stig Andersson  | -        | -         |
| 1956  | Stig Mårtensson Bengt Fröbom Erik Grudd Owe Nordqvist          | -        | -         |
| 1957  | Gunnar Lindgren Rune Nilsson Thure Bengtsson Clarence Carlsson | -        | -         |
| 1966  | Gösta Pettersson Sture Pettersson Erik Pettersson              | -        | -         |
| 1967  | Gösta Pettersson Sture Pettersson Erik Pettersson              | -        | -         |
| 1968  | Gösta Pettersson Sture Pettersson Erik Pettersson              | -        | -         |
| 1969  | Gösta Pettersson Erik Pettersson Tomas Pettersson              | -        | -         |
| 1970  | Tord Filipsson Thomas Thomasson Hardy Jörgenssen               | -        | -         |
| 1971  | Leif Hansson Lars Ericsson Jan Persson                         | -        | -         |
| 1972  | Tord Filipsson Hardy Jörgenssen Sören Linzie                   | -        | -         |
| 1973  | Lennart Fagerlund Anders Gåvertsson Bernt Johansson            | -        | -         |
| 1974  | Hans-Råger Bergström Leif Lundström Ronnie Carlsson            | -        | -         |
| 1975  | Lennart Fagerlund Bernt Johansson Lennart Johansson            | -        | -         |
| 1976  | Lennart Fagerlund Bernt Johansson Lennart Johansson            | -        | -         |
| 1977  | Alf Segersäll Mats Mikiver Claes Göransson                     | -        | -         |
| 1978  | Tommy Prim Claes Göransson Mats Mikiver                        | -        | -         |
| 1979  | Tommy Prim Claes Göransson Mats Mikiver                        | -        | -         |
| 1980  | Anders Adamson Bengt Asplund Mats Larsson                      | -        | -         |
| 1981  | Anders Adamson Kristian Allberg Bengt Asplund                  | -        | -         |
| 1982  | Bengt Asplund Thomas Eriksson Kjell Hedman                     | -        | -         |
| 1983  | Håkan Larsson Thomas Rask Ingemar Pettersson                   | -        | -         |
| 1984  | Stefan Brykt Magnus Knutsson Kjell Nilsson                     | -        | -         |
| 1985  | Stefan Brykt Magnus Knutsson Roul Fahlin                       | -        | -         |
| 1986  | Anders Jarl Magnus Knutsson Lars Wahlqvist                     | -        | -         |
| 1987  | Stefan Brykt Peter Jonsson Per Morberg                         | -        | -         |
| 1988  | Stefan Brykt Per Morberg Peter Torstensson                     | -        | -         |
| 1989  | Håkan Harvidsson Peter Johansson Jan Karlsson                  | -        | -         |
| 1990  | Magnus Knutsson Michel Lafis Per Morberg                       | -        | -         |
| 1991  | Björn Johansson Magnus Knutsson Lars Wahlqvist                 | -        | -         |
| 1992  | Allen Andersson Björn Johansson Lars Wahlqvist                 | -        | -         |
| 1993  | Michael Andersson Niklas Axelsson Martin Rittsel               | -        | -         |
| 1994  | Stefan Halleröd Jan Karlsson Magnus Knutsson                   | -        | -         |
| 1999  | Markus Andersson Kristoffer Ingeby Magnus Ljungbald            | -        | -         |
| 2000  | Stefan Adamsson Tobias Lergard Jonas Ljungblad                 | -        | -         |
| 2001  | Niclas Ekström Hakan Nilsson Henrik Oldin                      | -        | -         |
| 2002  | Erik Wendel Gustav Larsson Jonas Holmkvist                     | -        | -         |
| 2003  | Jonas Olsson Thomas Lövkvist Tobias Lergard                    | -        | -         |
| 2004  | Andreeas Johansson Dennis Persson Lucas Persson                | -        | -         |
| 2005  | Matthias Carlsson Björn Andersson Joakim Åleheim               | -        | -         |

## Élites Femmes

### Podiums de la course en ligne
| Année | Vainqueur            | Deuxième               | Troisième                 |
| ----- | -------------------- | ---------------------- | ------------------------- |
| 1972  | Ann Pettersson       |                        |                           |
| 1973  | Tuulikki Jahre       |                        |                           |
| 1974  | Eva Johansson        | Agneta Asplund         | Aase Bosager              |
| 1975  | Meeri Bodelid        | Marja-Leena Huhtiniemi | Solvej Carlsson           |
| 1976  | Tuulikki Jahre       | Anita Bergsten         | Agneta Asplund            |
| 1977  | Tuulikki Jahre       | Agneta Asplund         | Anna-Karin Johansson      |
| 1978  | Kristina Ranudd      | Tuulikki Jahre         | Anna-Karin Johansson      |
| 1979  | Marianne Berglund    | Inger Strandberg       | Anna-Karin Johansson      |
| 1980  | Anna-Karin Johansson | Tuulikki Jahre         | Kristina Ranudd           |
| 1981  | Maria Johnsson       | Tuulikki Jahre         | Agneta Asplund            |
| 1982  | Maria Johnsson       | Tuulikki Jahre         | Agneta Asplund            |
| 1983  | Kristina Ranudd      | Marie Höljer           | Kathrine Lundström        |
| 1992  | Christina Vosveld    | Elisabeth Westman      | Marie Höljer              |
| 1993  | Christina Vosveld    | Elisabeth Westman      | Marie Höljer              |
| 1994  | Susanne Ljungskog    | Marie Höljer           | Helena Norrman            |
| 1995  | Linda Hydén          | Marie Höljer           | Annelie Lundin            |
| 1996  | Madeleine Lindberg   | Marie Höljer           | Susanne Ljungskog         |
| 1997  | Madeleine Lindberg   | Marie Höljer           | Annelie Lundin            |
| 1998  | Madeleine Lindberg   | Marie Höljer           | Susanne Ljungskog         |
| 1999  | Madeleine Lindberg   | Susanne Ljungskog      | Marie Höljer              |
| 2000  | Madeleine Lindberg   | Susanne Ljungskog      | Jenny Algelid             |
| 2001  | Madeleine Lindberg   | Maria Östergren        | Åsa Hagberg               |
| 2002  | Nathalie Visser      | Veronica Andrèasson    | Susanne Ljungskog         |
| 2003  | Susanne Ljungskog    | Madeleine Lindberg     | Camilla Larsson           |
| 2004  | Susanne Ljungskog    | Monica Holler          | Madeleine Lindberg        |
| 2005  | Susanne Ljungskog    | Maria Östergren        | Mirella Ehrin             |
| 2006  | Susanne Ljungskog    | Monica Holler          | Karin Aune                |
| 2007  | Angelica Agerteg     | Linda Josefsson        | Madeleine Olsson Eriksson |
| 2008  | Emilia Fahlin        | Emma Johansson         | Susanne Ljungskog         |
| 2009  | Jennie Stenerhag     | Karin Aune             | Marie Lindberg            |
| 2010  | Emma Johansson       | Marie Lindberg         | Sara Mustonen             |
| 2011  | Emma Johansson       | Jennie Stenerhag       | Emilia Fahlin             |
| 2012  | Emma Johansson       | Emilia Fahlin          | Isabelle Söderberg        |
| 2013  | Emilia Fahlin        | Emma Johansson         | Jessica Kihlbom           |
| 2014  | Emma Johansson       | Malin Rydlund          | Sara Mustonen             |
| 2015  | Emma Johansson       | Sara Mustonen          | Hanna Nilsson             |
| 2016  | Emma Johansson       | Sara Mustonen          | Emilia Fahlin             |
| 2017  | Sara Penton          | Ida Erngren            | Hanna Nilsson             |
| 2018  | Emilia Fahlin        | Lisa Nordén            | Sara Penton               |
| 2019  | Lisa Nordén          | Hanna Nilsson          | Nathalie Eklund           |
| 2020  | Nathalie Eklund      | Emilia Fahlin          | Matilda Frantzich         |
| 2021  | Carin Winell         | Hanna Johansson        | Alexandra Nessmar         |
| 2022  | Jenny Rissveds       | Emilia Fahlin          | Julia Borgström           |
| 2023  | Emilia Fahlin        | Clara Lundmark         | Julia Borgström           |
| 2024  | Mika Söderström      | Matilda Frantzich      | Clara Lundmark            |
| 2025  | Mika Söderström      |                        |                           |

### Podiums du contre-la-montre
| Année | Vainqueur              | Deuxième               | Troisième            |
| ----- | ---------------------- | ---------------------- | -------------------- |
| 1971  | Elisabet Höglund       |                        |                      |
| 1972  | Elisabet Höglund       |                        |                      |
| 1973  | Marja-Leena Huhtiniemi |                        |                      |
| 1974  | Anna-Karin Johansson   | Marja-Leena Huhtiniemi | Elisabet Höglund     |
| 1975  | Marja-Leena Huhtiniemi | Elisabet Höglund       | Christel Johansson   |
| 1976  | Tuulikki Jahre         |                        |                      |
| 1977  | Tuulikki Jahre         | Ritva Mykkänen         | Anna-Karin Johansson |
| 1978  | Anna-Karin Johansson   | Tuulikki Jahre         | Kristina Ranudd      |
| 1979  | Tuulikki Jahre         |                        |                      |
| 1980  | Tuulikki Jahre         |                        | Kristina Ranudd      |
| 1981  | Maria Johnsson         | Tuulikki Jahre         | Pia Prim             |
| 1982  | Maria Johnsson         |                        |                      |
| 1983  | Kathrine Lundström     |                        | Kristina Ranudd      |
| 1984  | Marie Höljer           |                        |                      |
| 1985  | Christina Vosveld      |                        |                      |
| 1986  | Christina Vosveld      |                        |                      |
| 1987  | Christina Vosveld      |                        |                      |
| 1988  | Christina Vosveld      |                        |                      |
| 1989  | Christina Vosveld      |                        |                      |
| 1990  | Christina Vosveld      |                        |                      |
| 1991  | Marie Höljer           |                        |                      |
| 1992  | Christina Vosveld      |                        |                      |
| 1993  | Christina Vosveld      |                        |                      |
| 1994  | Susanne Ljungskog      |                        |                      |
| 1995  | Jenny Algelid          | Marie Höljer           | Helena Norrman       |
| 1996  | Jenny Algelid          | Susanne Ljungskog      | Marie Höljer         |
| 1997  | Jenny Algelid          | Marie Höljer           | Susanne Ljungskog    |
| 1998  | Jenny Algelid          | Susanne Ljungskog      | Marie Höljer         |
| 1999  | Jenny Algelid          | Susanne Ljungskog      | Marie Höljer         |
| 2000  | Jenny Algelid          | Marie Höljer           | Annica Jonsson       |
| 2001  | Madeleine Lindberg     | Susanne Ljungskog      | Veronica Andrèasson  |
| 2002  | Jenny Algelid          | Susanne Ljungskog      | Lotta Green          |
| 2003  | Susanne Ljungskog      | Madeleine Lindberg     | Lotta Green          |
| 2004  | Susanne Ljungskog      | Madeleine Lindberg     | Lotta Green          |
| 2005  | Emma Johansson         | Monica Holler          | Madeleine Lindberg   |
| 2006  | Susanne Ljungskog      | Veronica Andrèasson    | Eva Nyström          |
| 2007  | Emma Johansson         | Eva Nyström            | Marie Lindberg       |
| 2008  | Emma Johansson         | Dorotea Isaksson       | Camilla Larsson      |
| 2009  | Emilia Fahlin          | Susanne Ljungskog      | Emma Johansson       |
| 2010  | Emilia Fahlin          | Emma Johansson         | Sara Mustonen        |
| 2011  | Emilia Fahlin          | Emma Johansson         | Sara Mustonen        |
| 2012  | Emma Johansson         | Malin Rydlund          | Emilia Fahlin        |
| 2013  | Emma Johansson         | Lisa Nordén            | Malin Rydlund        |
| 2014  | Emma Johansson         | Eva Nyström            | Malin Rydlund        |
| 2015  | Emma Johansson         | Sara Mustonen          | Hanna Nilsson        |
| 2016  | Emma Johansson         | Emilia Fahlin          | Aasa Lundström       |
| 2017  | Lisa Nordén            | Aasa Lundström         | Hanna Nilsson        |
| 2018  | Lisa Nordén            | Emilia Fahlin          | Frida Knutsson       |
| 2019  | Lisa Nordén            | Nathalie Eklund        | Hanna Nilsson        |
| 2020  | Lisa Nordén            | Nathalie Eklund        | Emilia Fahlin        |
| 2021  | Nathalie Eklund        | Ebba Granqvist         | Hanna Nilsson        |
| 2022  | Nathalie Eklund        | Julia Borgström        | Malin Alzen          |
| 2023  | Jenny Rissveds         | Nathalie Eklund        | Emilia Fahlin        |
| 2024  | Lisa Nordén            | Ebba Granqvist         | Stina Kagevi         |
| 2025  | Stina Kagevi           | Ella Wahlström         | Julia Borgström      |

## Espoirs Hommes

### Podiums de la course en ligne
| Année | Vainqueur            | Deuxième      | Troisième        |  |
| ----- | -------------------- | ------------- | ---------------- |  |
| 2007  | Erik Magnusson       |               |                  |  |
| 2008  | Patrik Morén         |               |                  |  |
| 2009  | Jesper Dahlström     |               |                  |  |
| 2010  | Jonas Ahlstrand      |               |                  |  |
| 2013  | Robert Pölder        |               |                  |  |
| 2014  | Marcus Fåglum        |               |                  |  |
| 2015  | Ludvig Bengtsson     |               |                  |  |
| 2016  | Lucas Eriksson       |               |                  |  |
| 2018  | Lucas Eriksson       |               |                  |  |
| 2019  | Erik Bergström Frisk |               |                  |  |
| 2020  | Jacob Ahlsson        |               |                  |  |
| 2021  | Linus Kvist          |               |                  |  |
| 2022  | Lukas Vernersson     |               |                  |  |
| 2023  | Edvin Lovidius       | Eric Pedersen | Jakob Söderqvist |  |
| 2024  | Ville Merlöv         |               |                  |  |
| 2025  | Ville Merlöv         |               |                  |  |

Multi-titrés
- 2 : Lucas Eriksson, Ville Merlöv

### Podiums du contre-la-montre
| Année | Vainqueur        | Deuxième       | Troisième      |
| ----- | ---------------- | -------------- | -------------- |
| 2015  | Hampus Anderberg |                |                |
| 2016  | Pontus Kastemyr  |                |                |
| 2022  | Edvin Lovidius   | Olle Börner    | Eric Pedersen  |
| 2023  | Jakob Söderqvist | Hjalmar Klyver | Edvin Lovidius |

## Juniors Hommes

### Podiums de la course en ligne
| Année | Vainqueur                          | Deuxième                           | Troisième                          |                                    |
| ----- | ---------------------------------- | ---------------------------------- | ---------------------------------- | ---------------------------------- |
| 1958  | Björn Pettersson                   |                                    |                                    |                                    |
| 1959  | Björn Wallenborg                   |                                    |                                    |                                    |
| 1960  | Börje Andersson                    |                                    |                                    |                                    |
| 1961  | H. A. Hansson                      |                                    |                                    |                                    |
| 1962  | Christer Fagerhäll                 |                                    |                                    |                                    |
| 1963  | Claes-Göran Moberg                 |                                    |                                    |                                    |
| 1964  | Carl Erik Söderlund                |                                    |                                    |                                    |
| 1965  | Tomas Pettersson                   |                                    |                                    |                                    |
| 1966  | Sven-Erik Larsson                  |                                    |                                    |                                    |
| 1967  | Jonny Danielsson                   |                                    |                                    |                                    |
| 1968  | Conny Johansson                    |                                    |                                    |                                    |
| 1969  | Bo Flodin                          |                                    |                                    |                                    |
| 1970  | Allan Carlsson                     |                                    |                                    |                                    |
| 1971  | Anders Svensson                    |                                    |                                    |                                    |
| 1972  | Claes Svensson                     |                                    |                                    |                                    |
| 1973  | Alf Segersäll                      |                                    |                                    |                                    |
| 1974  | Alf Segersäll                      |                                    |                                    |                                    |
| 1975  | Thomas Eriksson                    |                                    |                                    |                                    |
| 1976  | Peter Jonsson (en)                 |                                    |                                    |                                    |
| 1977  | Tomas Terner                       |                                    |                                    |                                    |
| 1978  | Bertil Rangbo                      |                                    |                                    |                                    |
| 1979  | Roland Larsson                     |                                    |                                    |                                    |
| 1980  | Göran Nilsson                      |                                    |                                    |                                    |
| 1981  | Thomas Björklund                   |                                    |                                    |                                    |
| 1982  | Erik Nyholmer                      |                                    |                                    |                                    |
| 1983  | Anders Jarl                        |                                    |                                    |                                    |
| 1984  | Per Moberg                         |                                    |                                    |                                    |
| 1985  | Hans Kindberg                      |                                    |                                    |                                    |
| 1986  | Anders Eklundh                     |                                    |                                    |                                    |
| 1987  | Glenn Magnusson                    |                                    |                                    |                                    |
| 1988  | Mikael Lindberg                    |                                    |                                    |                                    |
| 1989  | Dan Kullgren                       |                                    |                                    |                                    |
| 1990  | Niklas Axelsson                    |                                    |                                    |                                    |
| 1991  | Jesper Emanuelsson                 |                                    |                                    |                                    |
| 1992  | Mats Karlsson                      |                                    |                                    |                                    |
| 1993  | Magnus Bäckstedt                   |                                    |                                    |                                    |
| 1994  | Anders Ivarsson                    |                                    |                                    |                                    |
| 1995  | Magnus Kristiansson                |                                    |                                    |                                    |
| 1996  | Johan Nyman                        |                                    |                                    |                                    |
| 1997  | Johan Nyman                        |                                    |                                    |                                    |
| 1998  | Tobias Lergard                     |                                    |                                    |                                    |
| 1999  | Fredrik Lindell                    |                                    |                                    |                                    |
| 2000  | Christofer Stevenson               |                                    |                                    |                                    |
| 2001  | Johan Jelvin                       |                                    |                                    |                                    |
| 2002  | Thomas Lövkvist                    | Martin Halvarsson                  | Rickard Hopp                       |                                    |
| 2003  | Viktor Renäng                      | Johan Lindgren                     | Marcus Fast                        |                                    |
| 2004  | Johan Lindgren                     | Viktor Renäng                      | Fredrik Johansson                  |                                    |
| 2005  | Jonas Bjelkmark                    | Tobias Larsson                     | Erik Magnusson                     |                                    |
| 2006  | Edvin Wilson                       | Andreas Lindén                     | Marcus Johansson                   |                                    |
| 2007  | Andreas Lindén                     | Andreas Stillfors                  | Emil Lenberg                       |                                    |
| 2008  | Jonas Ahlstrand                    | Patrik Stenberg (de)               | Jesper Dahlström (de)              |                                    |
| 2009  | Pas organisé ou résultats inconnus | Pas organisé ou résultats inconnus | Pas organisé ou résultats inconnus | Pas organisé ou résultats inconnus |
| 2010  | Mattias Dahlberg                   | Emil Roos-Lindberg                 | Mattias Brolin                     |                                    |
| 2011  | Marcus Fåglum                      | Fredrik Ludvigsson                 | Ludvig Bengtsson                   |                                    |
| 2012  | Ludwig Halleröd                    | Marcus Fåglum                      | Pontus Kastemyr                    |                                    |
| 2013  | Gustav Höög                        | Alexander Karlsson                 | Erik Wallén                        |                                    |
| 2014  | Max Wiklund-Hellstadius            | Alexander Karlsson                 | Hampus Anderberg                   |                                    |
| 2015  | Gabriel Hallgren                   | David Jacobsson                    | Oscar Recina                       |                                    |
| 2016  | Linus Kvist                        | Samuel Lord                        | Jacob Eriksson                     |                                    |
| 2017  | Jacob Eriksson                     | Linus Kvist                        | Erik Bergström Frisk               |                                    |
| 2018  | August Höglund                     | Wincent Wallinder                  | Vilgot Lindh                       |                                    |
| 2019  | August Höglund                     | Hjalmar Klyver                     | Kalle Berglund                     |                                    |
| 2020  | Edvin Lovidius                     | David Larsson                      | Leo Jacobsson                      |                                    |
| 2021  | Leo Jacobsson                      | Rasmus Käll                        | Joel Warrén                        |                                    |
| 2022  | Axel Gilljam                       | Paul Greijus                       | Ville Merlöv                       |                                    |
| 2023  | Ville Merlöv                       | Gustav Magnusson                   | Nils Johansson                     |                                    |
| 2024  | Linus Larsson                      | Gustav Nystrand                    | Markus Karlsson                    |                                    |
| 2025  | Alfred Nihlén                      | Patrik Zacharezewski               | Bryn Hankin                        |                                    |

Multi-titrés
- 2 : Alf Segersäll, Johan Nyman, August Höglund

### Podiums du contre-la-montre
| Année | Vainqueur              | Deuxième             | Troisième            |
| ----- | ---------------------- | -------------------- | -------------------- |
| 1938  | Halle Janemar (de)     |                      |                      |
| 1939  | Arvid Adamsson (sv)    |                      |                      |
| 1940  | Göte Granlund          |                      |                      |
| 1941  | Folke Johnsson         |                      |                      |
| 1942  | Åke Olsson             |                      |                      |
| 1943  | Åke Olsson             |                      |                      |
| 1944  | Yngve Lundh (de)       |                      |                      |
| 1945  | Bengt Johansson        |                      |                      |
| 1946  | Stig Mårtensson (en)   |                      |                      |
| 1947  | Allan Carlsson (en)    |                      |                      |
| 1948  | Lars Wretman           |                      |                      |
| 1949  | Martin Sjökvist        |                      |                      |
| 1950  | Jan Lindberg           |                      |                      |
| 1951  | Sven-Hugo Pettersson   |                      |                      |
| 1952  | Lars Wiklander         |                      |                      |
| 1953  | Hans Almgren           |                      |                      |
| 1954  | L.-E. Dahlberg         |                      |                      |
| 1955  | Herbert Dahlbom (sv)   |                      |                      |
| 1956  | Jan Ohlsson            |                      |                      |
| 1957  | Sune Hansson (de)      |                      |                      |
| 1958  | Jan Johansson          |                      |                      |
| 1959  | Björn Wallenborg       |                      |                      |
| 1960  | Kjell Klein            |                      |                      |
| 1961  | L. Andréasson          |                      |                      |
| 1962  | Rune Thulin            |                      |                      |
| 1963  | Hans-Ingvar Green      |                      |                      |
| 1964  | Hans Knutsson          |                      |                      |
| 1965  | Tomas Pettersson       |                      |                      |
| 1966  | Nils Erik Kindh        |                      |                      |
| 1967  | Tomas Gustafsson       |                      |                      |
| 1968  | Tord Filipsson         |                      |                      |
| 1969  | Yngve Olsson           |                      |                      |
| 1970  | Ingemar Thuresson      |                      |                      |
| 1971  | Ingemar Thuresson      |                      |                      |
| 1972  | Tommy Prim             |                      |                      |
| 1973  | Paul Wieland           |                      |                      |
| 1974  | Mats Ericsson          |                      |                      |
| 1975  | Bengt Asplund          |                      |                      |
| 1976  | Claes Göransson        |                      |                      |
| 1977  | Hans Jönsson           |                      |                      |
| 1978  | Per Nordén             |                      |                      |
| 1979  | Per Christiansson (sv) |                      |                      |
| 1980  | Magnus Knutsson        |                      |                      |
| 1981  | Magnus Knutsson        |                      |                      |
| 1982  | Lars Wahlqvist         |                      |                      |
| 1983  | Anders Jarl            |                      |                      |
| 1984  | Raoul Fahlin           |                      |                      |
| 1985  | Hans Kindberg          |                      |                      |
| 1986  | Mats Engdahl           |                      |                      |
| 1987  | Magnus Åström          |                      |                      |
| 1988  | Krister Kernen         |                      |                      |
| 1989  | Martin Rittsel         |                      |                      |
| 1990  | Fredrik Andersson      |                      |                      |
| 1991  | Roy Bownik             |                      |                      |
| 1992  | Magnus Bäckstedt       |                      |                      |
| 1993  | Magnus Bäckstedt       |                      |                      |
| 1994  | Rikard Karlsson        |                      |                      |
| 1995  | Magnus Albertsson      |                      |                      |
| 1996  | Jonas Ljungblad        |                      |                      |
| 1997  | Kristoffer Ingeby      |                      |                      |
| 1998  | Petter Hermansson      |                      |                      |
| 1999  | Jocke Bernström        |                      |                      |
| 2000  | Johan Levin            |                      |                      |
| 2001  | Thomas Lövkvist        |                      |                      |
| 2002  | Thomas Lövkvist        | Dennis Persson       | Lucas Persson        |
| 2003  | Johan Lindgren         |                      |                      |
| 2004  | Viktor Renäng          |                      |                      |
| 2005  | Mikael Lehtomaa        | Sebastian Balck      | Jonas Bjelkmark      |
| 2006  | Mikael Lehtomaa        | Sebastian Balck      | Lars Andersson (de)  |
| 2007  | Viktor Holfve          | Mats Andersson       | Jonas Ahlstrand      |
| 2008  | Tobias Ludvigsson      | Patrik Stenberg (de) | Jonas Ahlstrand      |
| 2009  | Tobias Ludvigsson      | Philip Lindau        | Erik Harring         |
| 2010  | Anton Holm             | Jesper Spjuth        | Kristoffer Fransson  |
| 2011  | Marcus Fåglum          | Ludwig Halleröd      | Fredrik Ludvigsson   |
| 2012  | Marcus Fåglum          | Ludwig Halleröd      | Fredrik Ludvigsson   |
| 2013  | Pontus Kastemyr        | Alexander Karlsson   | Hampus Anderberg     |
| 2014  | Hampus Anderberg       | Lucas Eriksson       | Gustaf Andersson     |
| 2015  | Gustaf Andersson       | Felix Nisell         | Erik Sandersson      |
| 2016  | Linus Kvist            | Felix Nisell         | Christoffer Wall     |
| 2017  | Christoffer Wall       | Adam Svensson        | Erik Bergström Frisk |
| 2018  | Hjalmar Klyver         | Emil Lindgren        | Oskar Palm           |
| 2019  | Edvin Lovidius         | Hjalmar Klyver       | Jonathan Ahlsson     |
| 2020  | Jonathan Ahlsson       | Edvin Lovidius       | Jakob Söderqvist     |
| 2021  | Isak Magnusson         | Olle Börner          | Hugo Lennartsson     |
| 2022  | Axel Gilljam           | Paul Greijus         | Johan Borgström      |
| 2023  | Gustav Magnusson       | Linus Larsson        | Ivan Åström          |
| 2024  | Gustav Magnusson       | Vilgot Reinhold      | Vilmer Ekman         |
| 2025  | Walter Hinn            | Vilgot Reinhold      | Elias Wändel         |

Multi-titrés
- 2 : Marcus Fåglum, Tobias Ludvigsson, Mikael Lehtomaa, Thomas Lövkvist, Magnus Bäckstedt, Gustav Magnusson, Magnus Knutsson, Ingemar Thuresson, Åke Olsson